# Cultura Independencia II

Áreas de las culturas Independencia I e Independencia II alrededor del fiordo de la Independencia

Independencia II fue una cultura paleoesquimal que floreció en el norte y el noreste de Groenlandia entre el 700 y el 80 a. C., al norte y al sur del fiordo de la Independencia. La cultura Independencia II existió aproximadamente en las mismas zonas de Groenlandia que la cultura Independencia I, que se extinguió seis siglos antes del comienzo de Independencia II.
La Independencia II está atestiguada en el norte de Groenlandia por los asentamientos en el centro de la Tierra de Peary. Allí se estima que la población de Independencia II era de no más de cuatro a seis familias, por lo que debió estar en contacto con los habitantes de la isla de Ellesmere, en Canadá, o con los del noreste de Groenlandia.
Se ha argumentado que no hay prácticamente ninguna diferencia entre las culturas materiales de Independencia II y la cultura contemporánea de Dorset en el sur de Groenlandia, conocida localmente como Dorset I. Los que agrupan estas dos entidades se refieren a ellas conjuntamente como Dorset groenlandés. A diferencia de Independencia II, al sur, Dorset I persistió al menos hasta el año 800 d. C.
El explorador danés Eigil Knuth fue el primero en reconocer la existencia de Independencia I y II.